# La Bataille de Marathon
Pour les articles homonymes, voir Bataille de Marathon (homonymie) et Marathon.
Pour plus de détails, voir Fiche technique et Distribution.
La Bataille de Marathon (La battaglia di Maratona) est un film franco-italien réalisé par Jacques Tourneur, Mario Bava et Bruno Vailati, sorti en 1959.
Le film met en scène la bataille de Marathon, un épisode majeur de la première guerre médique en 490 av. J.-C., ayant opposé un débarquement perse aux hoplites athéniens et platéens qui remportèrent la victoire.
Ce péplum historique est tourné dans un premier temps en Yougoslavie par Jacques Tourneur. Il met en vedette le culturiste américain Steve Reeves dans le rôle principal de Philippidès et l'actrice française Mylène Demongeot dans le rôle de son amoureuse Andromède. Tourneur n'a pas pu tourner le film dans les délais impartis et il a été terminé à Rome et ses environs par Mario Bava et Bruno Vailati. Le succès du film a permis à Bava de s'affirmer comme réalisateur et à Steve Reeves de décrocher un contrat aux États-Unis.

## Synopsis
En 490 av. J.-C., Philippidès est proclamé vainqueur des Jeux olympiques et ramène le laurier olympique à Athènes. Toute la ville l'accueille en héros, y compris Creusus, qui envisage de donner sa fille Andromède en mariage à Théocrite. Philippidès rencontre Andromède en jouant avec les servantes et ils se donnent rendez-vous pour la nuit. Mais Théocrite, qui complote en réalité contre Athènes, convainc Karis de conquérir Philippidès, qui résiste à ses avances.
Pendant ce temps, les Perses arrivent aux portes de la ville, et Théocrite propose de négocier avec le roi des Perses Darius Ier, tandis que Miltiade voudrait essayer de demander de l'aide à Sparte. Philippidès est choisi comme ambassadeur auprès de la cité des Lacédémoniens ; bien qu'attaqué par les hommes de Théocrite, Philippidès s'acquitte de sa mission, arrive à Sparte et la convainc d'intervenir.
À Athènes, la bataille a déjà commencé, mais Philippidès revient et informe ses compatriotes que les Spartiates sont avec eux, ce qui redonne du courage aux Athéniens. Quant à Karis, soupçonnée d'être une espionne perse, elle est mortellement blessée, mais parvient, avant d'expirer, à révéler à Philochritos que Théocrite est un traître et que les Perses vont attaquer Athènes par la mer. Théocrite lui-même attaque et blesse Creusus, sans le tuer, et prend Andromède en otage.
Les Athéniens, réunis au Pirée, prennent les Perses par surprise et s'en sortent par divers expédients jusqu'à l'arrivée des Spartiates, qui les aident finalement à remporter la victoire. Philippidès plante son épée au sol et s'en va avec Andromède.

## Fiche technique
- Titre français : La Bataille de Marathon[1]
- Titre original italien : La battaglia di Maratona[2]
- Réalisation : Jacques Tourneur, Mario Bava et Bruno Vailati (non crédités)
- Scénario : Ennio De Concini, Augusto Frassinetti, Bruno Vailati, Alberto Barsanti, Raffaello Pacini (it)
- Photographie : Mario Bava
- Montage : Mario Serandrei
- Musique : Roberto Nicolosi (it)
- Décors : Massimo Tavazzi
- Costumes : Pier Luigi Pizzi
- Effets spéciaux : Mario Bava
- Production : Bruno Vailati
- Sociétés de production : 
  - Italie : Galatea Film, Titanus
  - France : Société cinématographique Lyre, Compagnie cinématographique Lux
- Sociétés de distribution : Lux, Titanus
- Pays de production :  France,  Italie
- Langue originale : italien
- Tourné aux Studios Titanus (Italie), Centralni Filmski Studio Kosutnjak (Yougoslavie)
- Format : Couleur (Eastmancolor) — 35 mm — 2.35:1 (Dyaliscope) — son monophonique
- Genre : péplum
- Durée : 82 minutes
- Dates de sortie : 
  - Italie : 3 décembre 1959
  - France : 9 septembre 1960

## Distribution
- Steve Reeves (VF : Jean-Claude Michel) : Philippidès
- Mylène Demongeot : Andromède
- Sergio Fantoni (VF : Roger Rudel) : Théocrite
- Daniela Rocca (VF : Paule Emanuele) : Karis
- Philippe Hersent : Callimaque
- Alberto Lupo (VF : Michel Gudin) : Miltiade
- Daniele Vargas (VF : Roger Tréville) : Darius, roi des Perses
- Ivo Garrani (VF : Jean Davy) : Crésus, le père d'Andromède
- Gian Paolo Rosmino (VF : Jacques Berlioz) : le grand prêtre
- Miranda Campa : la servante de Karis
- Franco Fantasia (VF : Richard Francoeur) : le sénateur
- Ignazio Balsamo : le capitaine du navire
- Anita Todesco : l’amie d’Andromède
- Mario Ghignone : le lutteur
- Gianni Loti : un athénien
- Nazzareno Zamperla
- Spartaco Nale
- Fortunato Arena
- Giovanni Cianfriglia
- Alan Steel : Eurus

## Production

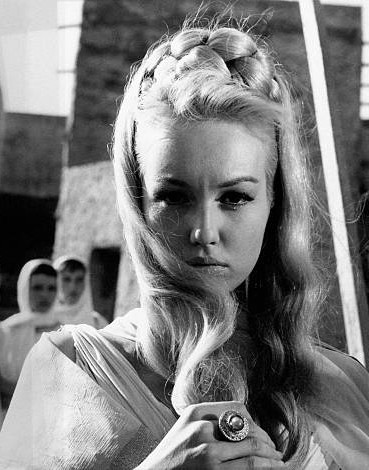
Mylène Demongeot en 1961.

Le réalisateur hollywoodien d'origine française Jacques Tourneur est engagé pour réaliser le film en huit semaines. Après la date limite, seuls les dialogues étaient prêts, et les scènes de foule tournées en Yougoslavie avaient échoué en raison de l'inexpérience des assistants, selon Massimo De Rita. Après la fin du contrat de Tourneur, le chef opérateur Mario Bava a refait la plupart des scènes de bataille du film, particulièrement les scènes sous-marines, et le producteur Bruno Vailati a réalisé la fuite du héros de Marathon et la bataille navale contre les Perses.
Le film a été tourné avec le système Dyaliscope en couleurs Eastmancolor aux studios Titanus à Rome et dans la réserve naturelle régionale Tor Caldara.
Le résultat est une aventure d'action très efficace, qui témoigne de la psychologie de Tourneur et de l'habileté de la caméra de Bava. Cependant, même les trucages inventifs de la photographie ne parviennent pas à masquer complètement les scènes de foule de piètre qualité. La prestation de Steve Reeves dans le rôle du héros sportif au sang pur est l'une des meilleures de sa carrière, malgré une blessure à l'épaule contractée pendant le tournage des Derniers jours de Pompéi. Quelques incongruïtés seront visibles à l'écran. Mylène Demongeot se souvient d'un plan : « Le héros, notre Steve, est poursuivi par ses assaillants. Il grimpe tout en haut d'une montagne et commence avec des efforts terribles à pousser de gros rochers et à les balancer sur ses ennemis qui doivent s'écrouler, écrasés. On verra donc à l'image un énorme rocher (en balsa, bois très léger), poussé par Steve, tout ruisselant sous l'effort (Baby Oil), dévaler la montagne avec un grondement terrible (bruitage), tomber sur la tête d'un soldat et…rebondir gracieusement comme une balle de ping-pong ! C'est grand ! »

## Exploitation
La Bataille de Marathon est un succès commercial tant en Italie qu'en France ou aux États-Unis. En Italie, il est 24e du box-office Italie 1959-1960 avec 4 426 282 entrées pour des recettes de 690,5 millions de lires. En France, le film enregistre 1 965 706 entrées et se place à la 34e place du box-office France 1960. Aux États-Unis, il rapporte 2 900 000 dollars en un an. Ce succès permet à Bava de faire ses premiers pas officiels de réalisateur et à Reeves de signer un contrat de deux films avec le producteur américain Joseph E. Levine.